# Königsamazone
Die Königsamazone (Amazona guildingii) ist eine Papageienart aus der Unterfamilie der Neuweltpapageien. Die nur auf der Kleinen Antillen-Insel St. Vincent lebende Amazone gehört wie einige andere ebenfalls nur endemisch vorkommende Amazonenarten zu den stark bedrohten Papageien. 

## Beschreibung
Die Grundfärbung des Gefieders dieser 40 bis 41 Zentimeter groß werdenden und insgesamt sehr farbenprächtigen Art ist je nach Farbmorphe goldbraun, olivbraun, rotbraun oder grün. Dies unterscheidet sie von den anderen Arten der Gattung. Unabhängig von der jeweiligen Farbmorphe sind Stirn und Scheitel weiß. Der Hinterkopf sowie die Kehle und die Halsseiten sind orange. Die Wangen und die Ohrendecken sind violettblau. Die Schwanzfedern sind an der Basis orange, zur Mitte hin violett und zeigen an ihrem Ende ein dunkles, fast ins Orange spielende Gelb.
Die Königsamazone lebte ursprünglich in allen Bergregenwäldern von St. Vincent. Wie für viele andere Tierarten haben zunächst großflächige Habitatzerstörungen den Lebensraum der Königsamazone eingeschränkt. Zwei Naturkatastrophen, nämlich der Hurrikan „David“ und der Ausbruch des Vulkans Soufrière im Jahr 1979 haben dann dafür gesorgt, dass die Art heute auf mehrere kleine Waldinseln verteilt ist. Nach einem Tiefstand von etwa 400 Tieren ist der Bestand wieder angestiegen. Dazu haben eine Unterschutzstellung der verbliebenen Lebensräume und eine Aufklärungskampagne unter der Bevölkerung von St. Vincent über den zum Nationalvogel erklärten Papagei wesentlich beigetragen. 